# Yanyarrie
Yanyarrie - XIX-wieczna miejscowość w Australii Południowej.  Nazwa wywodzi się aborygeńskiego słowa znaczącego "orle pióra".  Nazwę "Yanyarrie" nosi także seria win firmy "Hahn Barossa Vineyards".